# Injustice: Gods Among Us
Injustice: Gods Among Us är ett fightingspel baserat på DC Comics' universum. Spelet utvecklades av NetherRealm Studios och gavs ut av Warner Bros. Interactive Entertainment den 16 april 2013 till Playstation 3, Wii U och Xbox 360. En iOS-version av spelet gavs ut den 3 april 2013, och en Android-version gavs ut den 21 november 2013.  
Den 7 oktober 2013 meddelades att spelet skulle ges ut i en nyutgåva, i form av Ultimate Edition, den 12 november 2013 i Nordamerika och 29 november i Europa otill Playstation 3 och Xbox 360, samt till Microsoft Windows, Playstation 4 och Playstation Vita. Ultimate Edition innehåller samtliga DLC-paket som släppts till originalspelet. 

## Spelbara karaktärer
| Spelbara karaktärer | Spelbara karaktärer | Spelbara karaktärer | Skinn från andra karaktärer |
| --- | --- | --- | --- |
| - Aquaman - Ares - Bane - Batgirla - Batman (Bruce Wayne) - Black Adam - Catwoman - Cyborg - Deathstroke - Darkseidc - Doomsday | - Flash (Barry Allen) - Green Arrow - Green Lantern (Hal Jordan) - Harley Quinn - Hawkgirl (Shiera Hall) - Joker - Killer Frost - Lex Luthor - Loboa - Martian Manhuntera | - Nightwing (Dick Grayson) - Raven - Scorpiona - Shazam - Sinestro - Solomon Grundy - Superman - Wonder Woman - Zatannaa - Zoda | - Batman (Terry McGinnis)a - Batman (Thomas Wayne) a - Blackest Night Professor Zoom a - Cyborg Supermanab - Flash (Jay Garrick)a - Green Lantern (John Stewart)ab - Hawkgirl (Kendra Saunders)a - Nightwing (Damian Wayne)b |

^a : Tillgängligt som nedladdningsbart innehåll.
^b :Skinn med en annan röst.
^c : Exklusiv karaktär på iOS och Android

## Röstskådespelare
- George Newbern - Superman
- Kevin Conroy - Batman
- Susan Eisenberg - Wonder Woman
- Phil LaMarr - Aquaman, John Stewart
- Alan Tudyk - Green Arrow
- Adam Baldwin - Green Lantern, Hal Jordan, Lex Luthors Exoskelett
- Richard Epcar - The Joker
- Tara Strong - Harley Quinn, Raven
- Khary Payton - Cyborg, Doomsday
- Grey DeLisle - Catwoman, Green Lanterns Ring
- Troy Baker - Sinestro, Nightwing
- J.G. Hertzler - Deathstroke, Ares
- Jennifer Hale - Hawkgirl, Killer Frost
- Joey Naber - Shazam, Black Adam
- Nolan North - General Zod
- Fred Tatasciore - Solomon Grundy, Bane
- David Sobolov - Lobo
- Mark Rolston - Lex Luthor
- Patrick Seitz - Scorpion